# Frédéric de Goldschmidt
Frédéric de Goldschmidt est un producteur de cinéma et collectionneur d'art contemporain français basé à Bruxelles.

## Biographie
Né dans une famille aisée (Goldschmidt-Rothschild) à Paris, Frédéric de Goldschmidt est le fils de Gilbert de Goldschmidt-Rothschild, et de France Roche. Après des études supérieures en gestion à HEC Paris, en communication à University of Southern California et en anthropologie à l'Université Paris-VII, il crée en 2000, avec l'ethnologue Chantal Deltenre, l'association Ethnologues en herbe et reprend en 2010 la société de production de films Madeleine Films.

## Art contemporain
À partir de 2008, Frédéric de Goldschmidt collectionne l'art contemporain et abandonne son deuxième nom de famille,. Il démarre sa collection à partir de la vente d’un portrait d’Édouard Manet hérité de la collection de sa grand-mère Marie-Anne von Goldschmidt-Rothschild, passionnée d'art et collectionneuse des œuvres du courant impressionniste. Elle initie son petit-fils à l'art dès son jeune âge en l'accompagnant au Rijksmuseum à Amsterdam. Son père est également collectionneur principalement d’art abstrait de l’après-guerre. 
Frédéric de Goldschmidt soutient les artistes émergents dans leur processus créatif, s'engage avec des commissaires dans des projets d'exposition et partage sa collection avec le public. Il est l’un des onze collectionneurs ou couples de collectionneurs bruxellois d’art contemporain invités à présenter une sélection de leurs œuvres à Centrale for Contemporary Art en 2017-2018. Depuis 2010, il organise régulièrement des expositions d'art contemporain à Bruxelles, notamment Not Really Really (2015), dont il assure le co-commissariat avec Agata Jastrząbek, White Covers (2017), en co-commissariat avec Carine Fol, et Inaspettatamente (2021), en co-commissariat avec Grégory Lang, dans un bâtiment dédié à sa collection, Cloud Seven,,. Acheté en 2016, ce bâtiment de 1.500 mètres carrés situé quai du Commerce 7 à Bruxelles abrite sa collection permanente, des expositions temporaires ainsi qu'un espace de co-working.
Il est membre du comité d'acquisition de Kanal - Centre Pompidou de 2018 à 2023. Administrateur des Amis du Palais de Tokyo de 2016 à 2022, il a présidé trois éditions du Prix Découverte des Amis du Palais de Tokyo. Membre de l'Association pour la diffusion internationale de l'art français (ADIAF), il a participé deux fois à la sélection des artistes du Prix Marcel-Duchamp.  

## Filmographie

### Producteur
- 2012 : La Tête la première de Amélie van Elmbt
- 2012 : Le Fils de l'autre de Lorraine Lévy
- 2017 : Mobile Homes de Vladimir de Fontenay
- 2019 : Port Authority de Danielle Lessovitz
- 2020 : Jeunesse sauvage de Frédéric Carpentier
- 2022 : Dreaming Walls de Amélie van Elmbt et Maya Duverdier

## Publications
- Frédéric de Goldschmidt, Nicolas Bourriaud, Dirk Snauwaert, Gregory Lang, Christine Jamart, Agata Jastrząbek et Donatienne de Séjournet, Full House. One Space, Two Shows, 307 Artists, and 400 Pieces from the Frédéric de Goldschmidt Collection, Bruxelles, Fonds Mercator, 2021 (ISBN 9789462302853).